# Rogati guan
Rogati guan (lat. Oreophasis derbianus) je monotipična vrsta ptice iz roda Oreophasis, porodice Cracidae. Rasprostranjena je u planinskim šumama jugoistočnog Meksika (Chiapas) i Gvatemale u Srednjoj Americi. Živi na nadmorskoj visini do 3.350 metara.

## Status zaštite
Rogati guan otkriven je i opisan 1844. Ipak, tako je rijedak i težak za pronaći da su prva jaja i gnijezda nađena tek 1982. Njegova rijetkost je rezultat deforestacije tijekom proteklih stoljeća, koja je uzrokovana najčešće poljoprivredom, posebno uzgojem kave. Rogati guan je rijetka vrsta također i zbog lova. Sada su mu populacije jako male i izdjeljene. Prema IUCN-u označen je kao ugrožena vrsta.

## Opis
Dosta je velik, skoro veličine puran, a najčešće je dug 81-91 centimetar. Ima crveni rog na glavi kojemu je funkcija nepoznata. Gornji dio perja mu je crne boje, a noge su crvene. Šarenica oka je bijele boje, dok je kljun žut. Prsa i gornji dio trbuha su bijeli, a dugo perje repa je crno s bijelom prugom. Spolni dimorfizam nije previše uočljiv. Pilići su blijeđe boje, s manjim rogom, te su im rep i krila smeđe boje.

## Ponašanje
Rogati guan je arborealna životinja, što znači da najradije vrijeme provodi na drvećima i da rijetko silazi na zemlju. Glavni dio njegove prehrane čine voće i lišće.
Gnijezdo gradi visoko u granama drveća, nekad čak i do 20 metara iznad zemlje. Mužjak se pari s više ženki, a ženka u gnijezo postavlja dva jaja. Inkubacija ove ptice jedna je od najdužih dokumentiranih u porodici Cracidae, traje čak 36 dana.

## Vanjske poveznice
- Poštanske markice u Meksiku s likom rogatog guana  Arhivirana inačica izvorne stranice od 1. prosinca 2020. (Wayback Machine)